# 亞洲綜藝台
亞洲綜藝台（英語：Asian Variety）是香港電視廣播有限公司旗下一條綜藝娛樂頻道。

## 歷史與發展
2013年6月3日早上6點，該頻道以作為頻道名稱正式開播，當初被定位為「綜合頻道」，香港類近的頻道有有線第1台。當時透過無綫網絡電視使用第1/201頻道，及now TV使用第801頻道播放。
2013年10月19日凌晨2點15分，第一次直播《法國甲組足球聯賽－尼斯對馬賽》。
2013年10月30日凌晨3點半，第一次直播《英格蘭聯賽盃-阿仙奴對車路士》。
2014年9月14日起，逢賽馬日12:30或賽馬夜18:50直播《賽馬日全接觸》（只限2014-2015賽季）。
2015年4月1日起，因應TVB Good Show台及TVB兒童台停播的關係，本頻道接手原有兩條頻道的功能，播放更多不同綜藝娛樂節目、精選本地及各地的演藝盛事、頒獎典禮、卡通、動漫、飲食、旅遊等精彩節目。而於4月4日起，本頻道不再播放新聞報道及娛樂新聞。
2015年12月29日，更名為「綜藝台（Asian Variety）」，內容集中於亞洲綜藝節目，定位類近於同年稍早時間停播的TVB Good Show台，但內容為外購而非本地綜藝為主。
2017年4月1日起，因應無綫網絡電視交還收費電視牌照，包括本頻道在內的所有收費頻道台徽都有改動，原無綫收費電視圓形三色LOGO被改為TVB商標。
2018年9月1日，「旅遊台（Travel）」與「綜藝台（Asian Variety）」合併，「綜藝台（Asian Variety）」更名為「綜藝旅遊台（Variety and Travel）」。
2019年1月16日起，包括本頻道在內的所有TVB收費頻道台徽都被取消，畫面右上的原有台徽被改為myTV SUPER商標，廣告時段節目預告和呼號畫面更全被取消。
2022年4月11日起，該頻道更名為「亞洲綜藝台」, 而英文名稱再次復稱為。並更改本頻道台徽，恢復廣告時段節目預告和呼號畫面。
2023年4月10日起，該頻道終止播映。

## 播放模式
此頻道現時每天提供亞洲地區的綜藝、旅遊、消閒類節目，輔以自家節目，大部份較早前曾於翡翠台、J2、無綫財經 體育 資訊台播出。此頻道亦播放一小時版本的娛樂新聞報道。每天所有節目會循環播放五次或以上。

## 外部連結
- 無綫電視各頻道節目表相關網站 （页面存档备份，存于）（繁體中文）